# Leonore de Suède
La princesse Leonore de Suède, duchesse de Gotland, née le 20 février 2014 à New York (États-Unis), est le premier enfant de la princesse Madeleine de Suède, duchesse de Hälsingland et de Gästrikland, et de son époux Christopher O’Neill.

## Biographie

### Naissance

Armoiries de la province de Gotland.

La princesse Leonore Lilian Maria, princesse de Suède, duchesse de Gotland, naît le 20 février 2014 à 22 h 41 à l’hôpital presbytérien Weill Medical College de New York,.

### Prénoms et titres
Le 26 février suivant, son grand-père maternel, le roi Charles XVI Gustave, annonce au gouvernement suédois ses prénoms et titres,.
Sans expliquer son origine, le couple a choisi Leonore comme prénom, déjà utilisé par d’autres membres du Gotha européen, notamment par l’infante Leonor d’Espagne, la comtesse Leonore d’Orange-Nassau, ou encore la princesse Éléonore de Belgique. Pourtant, Eleonora était la forme suédoise la plus couramment utilisée auparavant, comme pour la reine Hedwige-Éléonore de Suède (en suédois, Hedvig Eleonora av Sverige). 
Les autres prénoms de Leonore, Lilian et Maria, ont été portés respectivement par la grand-tante de la princesse Madeleine, la princesse Lilian de Suède, et par la grand-mère paternelle de la princesse Leonore,.

### Baptême
Le 8 juin 2014, le baptême luthérien de la princesse Leonore se déroule dans la chapelle royale du palais de Drottningholm, un an jour pour jour après le mariage de ses parents.  
Le même jour, la princesse est faite membre de l’ordre des Séraphins par son grand-père, le roi. 
Ses parrains et marraines sont ses tantes la princesse héritière Victoria de Suède et Tatiana D’Abo née Schoeller, son oncle le comte Ernst von Abensperg und Traun ainsi que Louise Gottlieb et Alice Bamford.

### Rôle monarchique
À la suite d'une décision du roi Charles XVI Gustave du 7 octobre 2019, les enfants de la princesse Madeleine n'appartiennent plus à la « maison royale » et perdent leur traitement d'altesse royale. Bien qu'elle fasse toujours partie de la famille royale et qu'elle conserve son titre de princesse, Leonore est ainsi considérée comme une personne privée et n'est pas destinée à assumer des missions officielles au nom de la Couronne. Elle n'aura aucune restriction sur son emploi futur et ses frais de subsistance ne seront pas couverts par les crédits du Parlement.

## Titulature

Monogramme de la princesse Leonore.

- 26 février 2014 - 7 octobre 2019 : Son Altesse Royale la princesse Leonore de Suède, duchesse de Gotland  (naissance) ;
- Depuis le 7 octobre 2019 : Princesse Leonore de Suède, duchesse de Gotland[8].

## Armes
Les armoiries de la princesse sont les suivantes :
| Blason | Blasonnement : Écartelé : à la croix pattée d'or, qui est la Croix de Saint-Eric, cantonnée en 1 et 4, d'azur à trois couronnes d'or posées 2 et 1 (qui est de Suède moderne), en 2, d'azur, à trois barres ondées d'argent, au lion couronné d'or armé et lampassé de gueules, brochant sur le tout (qui est de Suède ancien), en 3, d'azur, au bélier d'argent, accorné et onglé d'or, brochant sur une bannière de gueules, emmanchée, croisée, frangée et penonnée d'or (Gotland), sur-le-tout de Vasa (tiercé en bande d'azur, d'argent et de gueules à la gerbe d'or brochant) et de Pontecorvo (d'azur, au pont à trois arches d'argent, sur une rivière de même, ombrée d'azur, et supportant deux tours du second ; le tout surmonté d'une aigle contournée au vol abaissé, becquée et membrée d'or empiétant un foudre de même accompagné en chef de sept étoiles d'or aussi rangées en forme de la constellation de la Grande Ourse (de Bernadotte)). |

## Ordre de succession au trône de Suède
Seconde petite-fille du roi de Suède, Charles XVI Gustave, la princesse est dixième dans l'ordre de succession au trône de Suède, après sa tante, la princesse héritière Victoria, sa cousine, la princesse Estelle, son cousin, le prince Oscar, son oncle, le prince Carl Philip, ses cousins, les princes Alexander, Gabriel et Julian, sa cousine, la princesse Ines, et sa mère, la princesse Madeleine. Comme descendante de la reine Victoria, elle apparaît dans l'ordre de succession au trône britannique, au-delà de la 200e place.